# Persan
Persan is een gemeente in Frankrijk, aan de rivier de Oise, in het departement Val-d'Oise.
Aan de overkant van de rivier ligt Beaumont-sur-Oise. Beide gemeenten delen het station Persan - Beaumont dat in Persan ligt.

## Kaart
De onderstaande kaart toont de ligging van Persan met de belangrijkste infrastructuur en aangrenzende gemeenten.

## Demografie
Onderstaande figuur toont het verloop van het inwonertal, bron: INSEE-tellingen. 